# Deori (Gondia)
Deori és una ciutat i municipi del districte de Gondia a l'estat de Maharashtra, Índia.
Està situada a 21° 02′ N, 80° 13′ E / 21.04°N,80.22°E prop del límit entre Maharashtra i Chhattisgarh. La seva població no consta. Està a 60 km de Gondia, capital del districte. Deori és capital d'un tehsil.